# Piridossina
La piridossina (o piridossolo) è un composto aromatico eterociclico derivato dalla piridina. La molecola rappresenta una delle forme in cui si può presentare la Vitamina B6.
La piridossina viene inoltre usata in caso di intossicazione da isoniazide e di avvelenamento da alcuni tipi di funghi.